# The Plumber (film 1911)
The Plumber è un cortometraggio muto del 1911 diretto da Colin Campbell.

## Produzione
Il film fu prodotto dalla Selig Polyscope Company.

## Distribuzione
Distribuito dalla General Film Company, il film - un cortometraggio di 180 metri - uscì nelle sale cinematografiche statunitensi l'8 dicembre 1911. Veniva proiettato con il sistema dello split reel, accorpato nella stessa bobina con un altro cortometraggio della Selig, il documentario A Day with the Circus.